# C17H26O10
化学式C17H26O10（摩尔质量：390.38 g/mol）可能指：
- 马钱子苷，CAS号：18524-94-2
- 8-表马钱子苷 PubChem CID：10548420
- 玉叶金花甙酸甲酯，CAS号：64421-27-8

|  | 这个同类索引页列出了具有相同分子式的化学物（即同分異構體）条目。 除非您是有意链接至本页，否则应将相应条目的内部链接指向正确的条目。 |